# Шабаєв Ільшат Раїсович
Ільшат Шабаєв (рос. Ильшат Раисович Шабаев, тат. Илшат Рәис улы Шабаев) — російський танцівник, хореограф, артист мюзиклів, виконавець власних треків. Переможець проекту «Зірка танцполу» на телеканалі MTV. Переможець проекту «Танці» на ТНТ, найкращий танцюрист Росії за версією каналу ТНТ. Записує треки, співпрацював з групою ALL1, Іллею Мягковим (Граф) і іншими виконавцями.

## Біографія
Народився в селищі Комсомольський Олександрівського району Оренбурзької області. Коли Ільшату виповнилося 2 роки, його родина переїхала до Оренбурга. Танцями почав займатися в ранньому дитинстві, з чотирьох років. Як і багатьом дітям, танцювати Ільшату сподобалося не відразу, і спочатку його мамі доводилося впроваджувати систему заохочень юного танцюриста кондитерськими виробами за відвідування тренувань.
Кілька років Ільшат танцював у хлопчачому дитячому колективі «Чечітка» під керівництвом Віктора Яковича Бикова, якого називає своїм головним учителем і наставником у світі танцю. Після закінчення школи Ільшат Шабаєв вступив до Оренбурзького училища культури. Під час навчання він розвивався в різних танцювальних напрямках, працював над фізичною формою. У 18 років переїжджає до Москви і вступає до Московського державного університету культури (МГИК). Паралельно відвідує майстер-класи іноземних зірок і відомих російських танцюристів, відточуючи свою техніку. Ільшату надходили пропозиції про переїзд до США, працювати і розвивати свій талант, але він відмовився, віддавши перевагу роботі на Батьківщині.

## «Танці» на ТНТ
Восени 2014 року на телеканалі ТНТ стартувало нове танцювальне шоу — проект «Танці», який «подарував шанс усім, хто любить рухатися і танцювати, спробувати свої сили та продемонструвати свої почуття». В цьому телевізійному проекті брали участь понад 280 танцюристів з 77 міст Росії. Кастинг розпочався у квітні 2014 року. Головні призи телешоу — звання найкращого танцюриста країни і 3 мільйони рублів. На телевізійному кастингу в Москві Ільшат представив на суд журі танець у стилі сучасної хореографії під трек Lana Del Rey «Young & Beautiful», чим вразив суддів. Вчителем Ільшата став хореограф, режисер і актор Єгор Дружинін. За 10 змагальних випусків Ільшат станцював 10 танців в дуеті і сольно.

## Майстер-класи

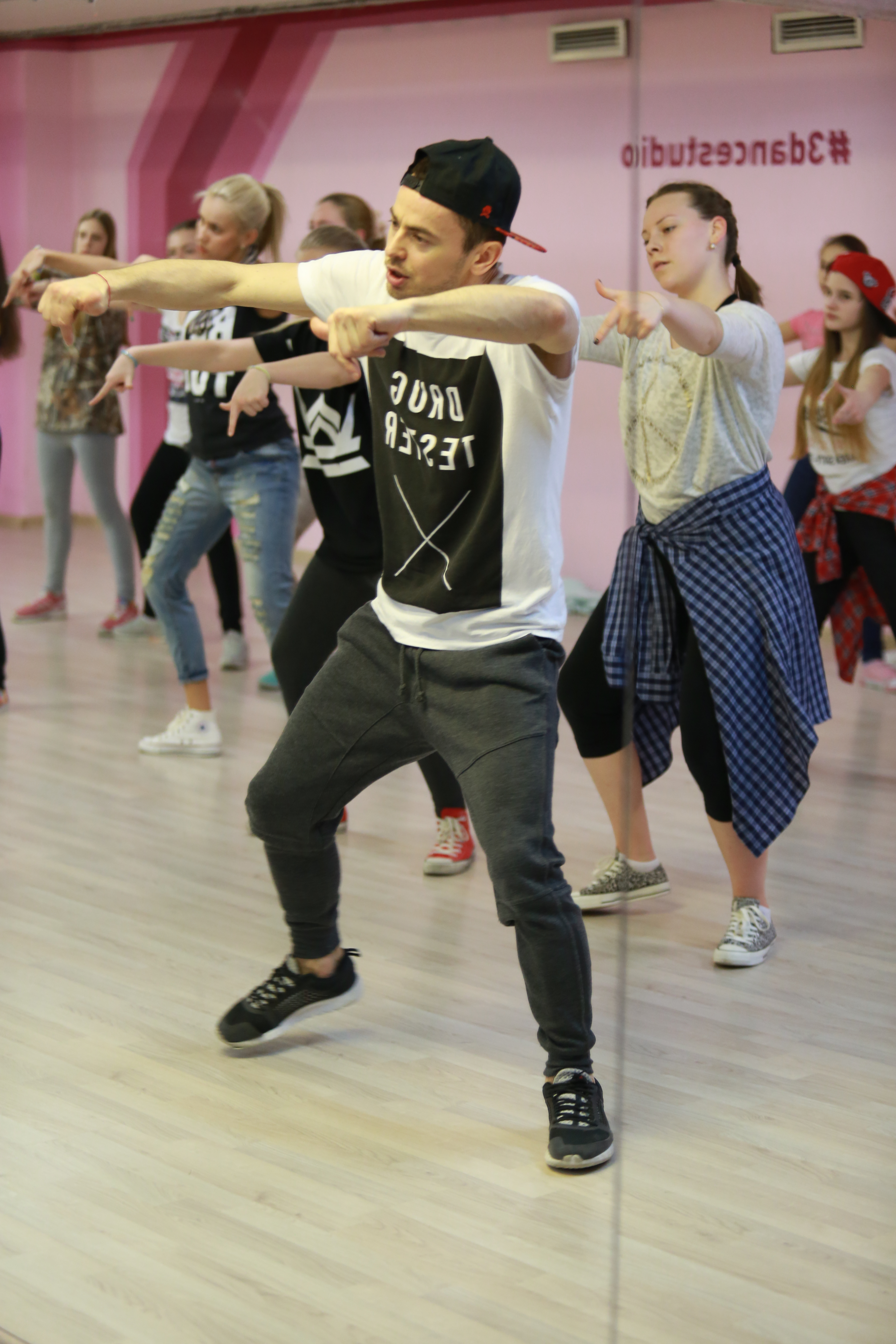
Майстер-клас

Майстер-класи Ільшат давав ще до проекту «Танці» на ТНТ, проте активно ділитися досвідом він почав саме після закінчення проекту. Перші майстер-класи відбулися 24 та 25 січня 2015 року в місті Воронежі. За півроку після закінчення проекту Ільшат дав близько 20 (або більше) майстер-класів. Встиг з'їздити з майстер-класами до Казані, Оренбурга, Самари, Челябінська, Санкт-Петербурга, Нижнього Новгорода, Уфи, Єкатеринбурга, Краснодара, Ростова-на-дону, Волгограда. У деяких містах давав майстер-класи двічі. Ільшат проводив майстер-класи з двох напрямків: Contemporary і Hip-Hop CHOREO. Танцюрист має намір і надалі давати майстер-класи в різних містах і ділитися своїм хореографічним досвідом. Також Ільшат записав два відео майстер-класу для найбільшого благодійного творчого проекту в Росії «Покоління М», щоб кожен охочий зміг засвоїти урок. 15 червня Ільшат дав безкоштовний майстер-клас з хіп-хопу у парку Горького на заході програми Nike Women Moscow. В рамках спільного проекту телеканалу ТНТ і Мосгорпарка «Танці в парках» 20 червня 2015 року в парку «Сокольники» Ільшат провів безкоштовний майстер-клас з хіп-хопу для всіх охочих.